# Ledenik, Veliko Tărnovo
Ledenik (în bulgară Леденик) este un sat în comuna Veliko Tărnovo, regiunea Veliko Tărnovo,  Bulgaria. 

## Demografie
Componența etnică a satului Ledenik
     Nicio identificare (2,67%)
     Bulgari (85,54%)
     Turci (9,84%)
     Romi (0,72%)
     Altele (1,21%)
La recensământul din 2011, populația satului Ledenik era de 823 locuitori. Din punct de vedere etnic, majoritatea locuitorilor (85,54%) erau bulgari, cu o minoritate de turci (9,84%). Pentru 2,67% din locuitori nu este cunoscută apartenența etnică.